# Acacia qandalensis
Acacia qandalensis är en ärtväxtart som beskrevs av Mats Thulin. Acacia qandalensis ingår i släktet akacior, och familjen ärtväxter. Inga underarter finns listade i Catalogue of Life.